# Abrenuntiation
Abrenuntiation (lat. abrenuntiatio "avsägelse", "avsvärjelse", även abrenuntiatio diaboli) är den del av det kristna dopet där den som skall döpas eller (vid barndop) faddrarna avsvär sig djävulen och hans herravälde över människorna.
Abrenuntiation ingår i katolska och ortodoxa dopritual och alltjämt i den danska kyrkans, men togs 1811 bort från den svenska kyrkohandboken.